# Чилурти
Чилурти (груз. ჭილურტი) — село в Грузии, на территории Душетского муниципалитета края (мхаре) Мцхета-Мтианети.

## География
Село находится в северо-восточной части Грузии, на расстоянии приблизительно 6 километров (по прямой) к юго-западу от города Душети, административного центра муниципалитета. Абсолютная высота — 901 метр над уровнем моря.

## Население
По результатам официальной переписи населения 2014 года в Чилурти проживало 213 человек (106 мужчин и 107 женщин). В национальной структуре населения грузины составляли 100 %.
| Год  | Население, человек |
| ---- | ------------------ |
| 2002 | 308                |
| 2014 | ↘ 213              |